# شهرستان چارلز میکس (داکوتای جنوبی)
شهرستان چارلز میکس، داکوتای جنوبی (به انگلیسی: Charles Mix County, South Dakota) یک سکونتگاه مسکونی در ایالات متحده آمریکا است که در داکوتای جنوبی واقع شده‌است.

## خصوصیات
شهرستان چارلز میکس ۲٬۹۷۹ کیلومترمربع مساحت دارد.